# Per Funch Jensen
Per Funch Jensen (Copenaghen, 25 settembre 1938 – Øresund, 16 luglio 1960) è stato un calciatore danese, di ruolo portiere.

## Biografia
Convocato per i giochi olimpici di Roma, perì insieme ad altri sette compagni di nazionale (tra cui Søren Andersen) nel disastro aereo di Øresund del 1960.

## Carriera

### Club
Ha disputato la sua breve carriera nel KB.

### Nazionale
Dopo aver militato nelle selezioni giovanili danesi, esordì giovanissimo in nazionale in un incontro valido per le qualificazioni alle Olimpiadi di Roma contro la Norvegia.
Nella sua breve carriera ha collezionato 4 presenze nella Nazionale maggiore danese, subendo sei reti.

## Statistiche

### Cronologia presenze e reti in nazionale
| Cronologia completa delle presenze e delle reti in nazionale ― Danimarca | Cronologia completa delle presenze e delle reti in nazionale ― Danimarca | Cronologia completa delle presenze e delle reti in nazionale ― Danimarca | Cronologia completa delle presenze e delle reti in nazionale ― Danimarca | Cronologia completa delle presenze e delle reti in nazionale ― Danimarca | Cronologia completa delle presenze e delle reti in nazionale ― Danimarca | Cronologia completa delle presenze e delle reti in nazionale ― Danimarca | Cronologia completa delle presenze e delle reti in nazionale ― Danimarca |
| Data                                                                     | Città                                                                    | In casa                                                                  | Risultato                                                                | Ospiti                                                                   | Competizione                                                             | Reti                                                                     | Note                                                                     |
| ------------------------------------------------------------------------ | ------------------------------------------------------------------------ | ------------------------------------------------------------------------ | ------------------------------------------------------------------------ | ------------------------------------------------------------------------ | ------------------------------------------------------------------------ | ------------------------------------------------------------------------ | ------------------------------------------------------------------------ |
| 2-7-1959                                                                 | Copenaghen                                                               | Danimarca                                                                | 2 – 1                                                                    | Norvegia                                                                 | Qualificazioni alle Olimpiadi 1960                                       | -1                                                                       |                                                                          |
| 18-8-1959                                                                | Copenaghen                                                               | Danimarca                                                                | 1 – 1                                                                    | Islanda                                                                  | Qualificazioni alle Olimpiadi 1960                                       | -1                                                                       |                                                                          |
| 13-9-1959                                                                | Oslo                                                                     | Norvegia                                                                 | 2 – 4                                                                    | Danimarca                                                                | Qualificazioni alle Olimpiadi 1960                                       | -2                                                                       |                                                                          |
| 23-9-1959                                                                | Copenaghen                                                               | Danimarca                                                                | 2 – 2                                                                    | Cecoslovacchia                                                           | Qual. Euro 1960                                                          | -2                                                                       |                                                                          |
| Totale                                                                   |                                                                          | Presenze                                                                 | 4                                                                        |                                                                          | Reti                                                                     | -6                                                                       |                                                                          |